# Obol (stacja kolejowa)
Obol (biał. Обаль, ros. Оболь) – stacja kolejowa w miejscowości Obol, w rejonie szumilińskim, w obwodzie witebskim, na Białorusi. Położona jest na linii Witebsk – Połock.
Stacja powstała w XIX w. na drodze żelaznej dynebursko-witebskiej pomiędzy stacjami Horany i Łowsza.